# Гусев, Анатолий Алексеевич (ветеринар)
Анато́лий Алексе́евич Гу́сев (21 февраля 1947, Гомель) — специалист в области ветеринарии, работавший во многих республиках Советского Союза и странах СНГ. Лауреат Государственной премии РФ (1996), Заслуженный деятель науки РФ (2001), член-корреспондент РАН.

## Биография
1968—1972 — учёба в Витебском ветеринарном институте («Витебская государственная академия ветеринарной медицины»).
1972—1987 — ветеринарный врач, младший научный сотрудник, старший научный сотрудник, заведующий лабораторией Всесоюзного научно-исследовательского ящурного института Министерства сельского хозяйства СССР.
1988—1992 директор Научно-исследовательского сельскохозяйственного института Министерства сельского хозяйства СССР, Главагробиопрома СССР (пгт Гвардейский, Джамбулская область).
В 1991 году присвоена степень «Доктор ветеринарных наук» .
1992—2003 — директор Всероссийского «Научно исследовательского института защиты животных» (Владимирская область). В 1994 году присвоено звание «Профессор». 1997 год — член-корреспондент РАСХН.
2002—2005 — Депутат Владимирского горсовета.
2005—2007 — заместитель директора по науке и инновационной работе Республиканского унитарного предприятия «Институт экспериментальной ветеринарии им. С. Н. Вышелесского».
С 2007—2014 директор РУП «Институт экспериментальной ветеринарии им. С. Н. Вышелесского».
С 2014 года работает Директором по науке в ОАО «Покровский завод биопрепаратов», Российская Федерации. Компания занимается производством ветеринарных препаратов.

## Научная работа
Анатолий Алексеевич Гусев участвовал в создании множества вакцин против болезней животных и птицы, в изучении противоящурного иммунитета животных. Имеет 4 медали ВДНХ. Опубликовал более 400 научных трудов, в том числе большое количество работ в СНГ, а также за рубежом. Имеет более 60 патентов.
Работал в частности в изучении вакцинопрофилактики инфекционных болезней животных. Ведущий специалист в области ветеринарии, в ветеринарной биотехнологии, иммунологии, вакцинопрофилактике инфекционных (вирусных) болезней животных.
Руководит разработкой диагностики и вакцинопрофилактики вирусных болезней животных и птицы, защиты животных от инфекционных болезней.

## Награды и премии
- Орден «Знак Почёта» (1986).
- Орден Дружбы (1997)[3].
- Государственная премия Российской Федерации за 1996 год в области науки и технологий «За разработку научных основ ликвидации и профилактики ящура в России».
- Диплом Лауреата конкурса «СНГ: директор года» (2000).
- Звание Заслуженный деятель науки РФ (2001).

## Научные публикации
- Аянот П. К., Гусев А. А. [и др.] Первичная структура F-гена вируса чумы крупного рогатого скота штамма K // Молекулярная генетика, микробиология и вирусология. — 2000. — № 4. — С. 29—33. — ISSN 0208-0613.
- Гусев А. А. [и др.] Система мероприятий по предупреждению заноса и распространения ящура в России и других странах СНГ // Диагностика, профилактика и меры борьбы с особо опасными, экзотическими и зооантропонозными болезнями животных : сборник статей. — Покров, 2000. — С. 44—47.
- Гусев А. А. [и др.] Профилактика ящура в Российской Федерации // Ветеринария. — 2001. — № 5. — С. 3—5. — ISSN 0042-4846.
- Гусев А. А. [и др.] Профилактическая и противоэпизоотическая эффективность средств и методов противоящуровой защиты // Науковий вісник Національного аграрного університету. — Київ, 2001. — Вип. 36. — С. 72—77.
- Аянот П. К., Гусев А. А. [и др.] Филогенетический анализ штаммов вируса чумы плотоядных // Вопросы вирусологии. — 2001. — Т. 46, № 2. — С. 38—40. — ISSN 0507-4088.
- Авилов В. М., Гусев А. А., Саввин В. А. Эпизоотическое состояние и эффективность проводимых мероприятий против бешенства животных в России // Ветеринария. — 2002. — № 6. — С. 3—6. — ISSN 0042-4846.
- Гусев А. А., Авилов В. М., Бабак В. А. Современный подход в борьбе с бешенством диких и домашних животных // Инновации и продовольственная безопасность. — 2019. — № 2 (24). — С. 15—24. — ISSN 2311-0651. — doi:10.31677/2311-0651-2019-24-2-15-24. Архивировано 6 ноября 2020 года.
- Авилов В. М., Сочнев В. В., Гусев А. А., Лучкин А. Г., Баркова Н. В. Из истории борьбы с особо опасными болезнями на территории России во второй половине XIX — начале XX веков // Инновации и продовольственная безопасность. — 2020. — № 1 (27). — С. 97—104. — ISSN 2311-0651. — doi:10.31677/2311-0651-2020-27-1-97-104. Архивировано 3 ноября 2020 года.
- Авилов В. М., Сочнев В. В., Гусев А. А., Лучкин А. Г., Баркова Н. В. Ликвидация особо опасных болезней — общегосударственная задача России // Вопросы нормативно-правового регулирования в ветеринарии. — 2020. — № 1. — С. 354—359. — ISSN 2072-6023.
- Авилов В. М., Сочнев В. В., Гусев А. А. О механизме формирования энзоотичных (эндемичных) зон по африканской чуме свиней на территории России // Международный вестник ветеринарии. — 2021. — № 3. — С. 25—38. — ISSN 2072-2419. — doi:10.17238/issn2072-2419.2021.3.25. Архивировано 20 мая 2025 года.